# Jessica Harper
Pour les articles homonymes, voir Harper.
Jessica Harper est une comédienne, chanteuse et auteur de livres pour enfants américaine, née le 10 octobre 1949 à Chicago.

## Biographie

### Carrière
Jessica Harper a joué dans une vingtaine de films, parmi lesquels Phantom of the Paradise de Brian De Palma, Suspiria de Dario Argento et Shock Treatment, où elle a fait preuve de ses talents de chanteuse comme d'actrice. Brian De Palma l'a engagée pour Phantom of the Paradise après l'avoir vue dans une pièce Off-Broadway, trouvant sa voix « incroyable. » Comme lui, elle a été formée au Sarah Lawrence College. 
Woody Allen l'a dirigée dans Stardust Memories et Guerre et Amour.
En 2002, elle joue aux côtés de Tom Cruise dans Minority Report de Steven Spielberg.
À partir des années 2010, sa carrière est essentiellement centrée sur l'écriture d'œuvres destinées aux enfants (livres et disques).

### Vie familiale
Elle est mariée avec le producteur Tom Rothman depuis le 11 mars 1989 et a eu deux enfants avec lui. Elle a d'ailleurs refusé un rôle dans Fous d'Irène pour voir une de ses filles jouer dans une pièce de théâtre.

## Filmographie
- 1971 : Taking Off de Miloš Forman : figurante passant les auditions
- 1974 : Phantom of the Paradise de Brian de Palma : Phoenix
- 1975 : Gros plan (Inserts) de John Byrum : Cathy Cake
- 1975 : Guerre et Amour de Woody Allen : Natasha
- 1976 : Suspiria de Dario Argento : Suzy Banner
- 1979 : Leadsville Nights (The Evictors) de Charles B. Pierce : Ruth Watkins
- 1980 : Stardust Memories de Woody Allen : Daisy
- 1981 : Shock Treatment de Jim Sharman : Janet Majors
- 1981 : Tout l'or du ciel (Pennies from Heaven) d'Herbert Ross : Joan Parker
- 1982 : Où est passée mon idole ? de Richard Benjamin : K. C. Downing
- 1985 : When Dreams come true : Annie (TV)
- 1986 : The Imagemaker : Cynthia
- 1988 : Blue Iguana : Cora
- 1989 : Big Man on Campus : le docteur Fisk
- 1993 : Mr. Wonderful : Funny Face
- 1995 : Safe : Joyce
- 1996 : Le Dortoir des garçons (Boys) : madame John Baker
- 1997 : On the Edge of Innocence : madame Alice Walker (TV)
- 2002 : Minority Report de Steven Spielberg : Anne Lively
- 2018 : Suspiria de Luca Guadagnino : Anke
- 2022 : Bones and All de Luca Guadagnino : Barbara Kerns
- 2023 : Memory de Michel Franco : Samantha
- 2024 : Nightbitch de Marielle Heller : Norma

## Discographie
- 1994 : A Wonderful Life
- 1995 : Not a traditional Christmas
- 1996 : Nora's Room
- 1998 : 40 Winks
- 2000 : Rhythm in my Shoes
- 2001 : Inside out
- 2004 : Hey, Picasso

Elle interprète également deux chansons du film Phantom of the Paradise de Brian de Palma en 1974 : Special to Me  et Old Souls.